# Park Narodowy „Bojkowszczyzna”
Park Narodowy „Bojkowszczyzna” (ukr. Національний природний парк «Бойківщина», Nacionalnyj pryrodnyj park „Bojkiwszczyna”) – ukraiński park narodowy zlokalizowany w Bieszczadach Wschodnich. Położony jest na terytorium rejonu samborskiego w obwodzie lwowskim.

## Historia i organizacja
Inicjatorem powstania parku narodowego w okolicy szczytu Pikuja była lokalna administracja rejonu turczańskiego, która w październiku 2013 roku zwróciła się do Ministerstwa Ekologii i Zasobów Naturalnych Ukrainy o jego powołanie. Od strony naukowej opracowaniem tematu zajął się Instytut Ekologii Karpat Narodowej Akademii Nauk Ukrainy, w szczególności dr Oksana Maryskewycz oraz dr Iryna Szpakiwśka. Zgodnie z pierwotnymi planami Park miał obejmować obszar o powierzchni 16 022,76 ha.
Ostatecznie został powołano do życia Ukazem Prezydenta Ukrainy z 11 kwietnia 2019 r. z mocą od dnia jego ogłoszenia w dzienniku urzędowym, co nastąpiło 17 kwietnia 2019 r. Nowo powstałemu Parkowi do wyłącznego korzystania przekazano grunty państwowych przedsiębiorstw leśnych: z Boryni (4803 ha), z Turki (1539 ha) oraz komunalnego przedsiębiorstwa leśnego „Hałsillis” z Turki (4281 ha) – w sumie 10 623 ha. Łączna powierzchnia Parku, obejmująca także dalszych 1617 ha państwowego przedsiębiorstwa leśnego z Boryni, co do których nie uzyskał on prawa wyłączności użytkowania, wyniosła 12 240 ha. Na terenie Parku znalazły się dwa rezerwaty przyrody: krajobrazowy o znaczeniu ogólnokrajowym „Pikuj” (zapowindyk) oraz ogólnozoologiczny miejscowego znaczenia „Łybochoriwśkyj” (zakaznyk). W tak określonych granicach znalazła się także 1/5 terytorium (4279 ha) Nadsańskiego Regionalnego Parku Krajobrazowego. Po okresie wstępnej organizacji Park rozpoczął swoją działalność w pełnym zakresie w 2021 roku.
Siedzibą dyrekcji parku została miejscowość Borynia.

## Terytorium
Park znajduje się w bezpośrednim pobliżu Użańskiego Parku Narodowego, Parku Narodowego „Beskidy Skolskie”, a w Polsce Bieszczadzkiego Parku Narodowego czy Parku Krajobrazowego Doliny Sanu. Jego terytorium ciągnie się po podkarpackiej stronie głównego grzbietu wododziałowego – od okolic granicy państwowej na północy po najwyższy szczyt Bieszczadów Wschodnich Pikuj na południu. Choć część map wskazuje, że tworzy ono zwarty pas o szerokości od jednego do pięciu kilometrów, z oficjalnych informacji publikowanych przez sam Park wynika, że składa się z rozdrobnionych działek należących do przedsiębiorstw leśnych – część z nich zgrupowana jest w większe obiekty (okolice Perejby; od szczytu Kruhłej po Wielki Wierch; od szczytu Nondag przez Pikuj po Jasieniową) – nie tylko wzdłuż grani Karpat, ale także w okolicach Turki: na południowy wschód (okolice wsi Zakopce), wschód (okolice wsi Hołowsko) oraz zachód od tego miasta (okolice wsi Szandrowiec).
W 2021 roku strona rządowa przychyliła się do wniosku o rozszerzenie terytorium Parku, co pozwolić ma na połączenie terytoriów Parków Narodowych „Bojkowszczyzna” i „Beskidy Skolskie” z Międzynarodowym Rezerwatem Biosfery „Karpaty Wschodnie”. Do końca 2022 roku nie przyjęto jednak w tej sprawie żadnych aktów prawnych.

## Flora
Pod względem geobotaniki Park leży w Europejskim Obszarze Lasów Liściastych, Karpacko-Alpejskiej Prowincji Górskiej, Podprowincji Wschodniokarpackiej i wreszcie w Okręgu Wierchowińsko-Beskidzkim: lasów dębowych, bukowo-świerkowych i łąk poleśnych.
Pierwotnie roślinność Parku tworzyły głównie lasy mieszane z udziałem buka. Obecnie znaczne obszary zajmuje monokultura świerkowa, łąki i grunty orne. Pomimo tego wskazuje się, że szatę roślinną Parku tworzą lasy jodłowo-bukowe, bukowe i świerkowe z dużymi połaciami starodrzewu (ok. 500 ha), a region ten cechuje się dużą bioróżnorodnością. Wyspowo występują obszary roślinności subalpejskiej (w okolicy Pikuja) i tereny podmokłe.
Odnotowano występowanie na terytorium Parku ponad 750 gatunków roślin naczyniowych, spośród których niespełna 50 to gatunki rzadkie i objęte ochroną. Wśród nich należy wymienić wroniec widlasty, tojad wschodniokarpacki, miesiącznica trwała i groszek wschodniokarpacki.

## Fauna
Na terenie parku notuje się 174 (według innych danych 172) gatunki kręgowców, spośród których niemal 40 zalicza się do rzadkich i objętych ochroną. Do Czerwonej Księgi Ukrainy wpisano 34 gatunki, do Czerwonej księgi IUCN – 3, w załącznikach do Konwencji Berneńskiej znalazły się 153 gatunki, w Konwencji Bońskiej – 47, w Konwencji Waszyngtońskiej – 29, zaś w Porozumieniu o ochronie populacji europejskich nietoperzy (EUROBATS) – 7
Ssaki reprezentowane są przez 40 gatunków, co stanowi 30% gatunków obecnych w faunie Ukrainy.
Najliczniejszą grupę stanowią ptaki (117 gatunków). Brak naturalnych zbiorników wodnych czy liczniejszych stanowisk błotnych powoduje, że przedstawiciele tych ekosystemów występują raczej nielicznie, głównie w okresie migracji. Zalicza się do nich gęgawę, żurawia, czaplę siwą, rybitwę rzeczną czy mewę śmieszkę. Spośród ptaków z pogranicza piętra lasu i subalpejskiego wyróżnia się siwerniaka i płochacza pokrzywnicę. Ptaki drapieżne gniazdujące w strefie lasu reprezentują myszołów zwyczajny, orlik krzykliwy, jastrząb zwyczajny, kruk, puszczyki zwyczajny i uralski. Oddzielną grupę tworzą ptaki, których siedliska lub sposób żerowania związany jest z wypasem zwierząt domowych. Są to skowronek, przepiórka, kuropatwa i świergotek łąkowy.
Wśród gadów zaobserwowano przedstawicieli pięciu gatunków, w tym jaszczurek zwinki i żyworódki oraz zaskrońca. Spośród płazów odnotowano występowanie 10 gatunków, w tym trzech gatunków salamander i czterech rodzin płazów bezogonowych.
Według stanu na 2023 rok badania entomofauny jak dotąd nie zostały przeprowadzone w sposób kompleksowy, a bardziej szczegółowe dane uzyskano dla chrząszczy i motyli. Wśród nich 35 gatunków można sklasyfikować jako rzadkie bądź zagrożone (19 w Czerwonej Księdze Ukrainy, 16 chronionych na szczeblu regionalnym). Notuje się m.in. ok. 300 gatunków motyli większych, co stanowi około połowy składu gatunkowego Ukraińskich Karpat. Zasługujący na uwagę przedstawiciele owadów parku to ważki świtezianka dziewica i szklarnik górski oraz motyle paź królowej, niepylak mnemozyna, mieniak tęczowiec, lotnica zyska czy krasopani poziomkówka. Gatunki te są na terenie Parku dość szeroko rozpowszechnione. Dodatkowo w jego granicach pojawiają się też paź żeglarz czy wstęgówka karmazynka. Notuje się także występowanie gatunków takich jak nadobnica alpejska, zagłębek bruzdkowany, kowalina łuskoskrzydła, Peltis grossa, szlaczkoń torfowiec, dostojka akwilonaris, modraszek bagniczek czy ugorówka złotnica.

## Turystyka
Na terenie Parku dla turystom udostępniono szlaki turystyczne, ścieżki tematyczne o charakterystyce zarówno typowo przyrodniczej, ekologicznej, jak i historyczno-krajoznawczej

## Kultura
Tereny bezpośrednio przyległe do terytorium Parku, Turkowszczyzna, to region historycznie zamieszkany przez Bojków, co znalazło odzwierciedlenie w nazwie obszaru chronionego. W okolicy znaleźć można liczne pamiątki kultury materialnej tej grupy etnicznej, w szczególności widocznej w lokalnej architekturze. Jej przykładami może być wpisana na listę światowego dziedzictwa UNESCO cerkiew w Matkowie oraz zabudowa wsi Boberka, Libuchora oraz Szandrowiec.